# ALL (Complexitat)
En teoria de la complexitat, la classe de complexitat ALL és el conjunt de tots els problemes de decisió.

## Relació amb d'altres classes
La classe ALL conté totes les demés classes de problemes de decisió, incloent RE i co-RE.